# Giovanni Bruno Vicario
Giovanni Bruno Vicario, anche noto come Gianni Vicario (Udine, 25 giugno 1932 – Udine, 28 gennaio 2020), è stato uno psicologo e scrittore italiano.
Con Paolo Bozzi (1930–2003) e Walter Gerbino (n. 1951) è uno dei continuatori della "Scuola di Trieste" di psicologia della Gestalt di Gaetano Kanizsa.
Come scrittore fu alla fine degli anni cinquanta uno dei primi esponenti dell'"epoca d'oro" della fantascienza italiana, usando anche gli pseudonimi A. G. Greene e G. Newman.

## Biografia
Laureatosi in filosofia nel 1956, è stato assistente di Gaetano Kanizsa dal 1960 al 1975 presso l'Università di Trieste, docente ordinario dal 1962 e quindi titolare della prima cattedra di psicologia generale dell'Università degli studi di Padova dal 1975 al 1999. Fu direttore per quattro mandati dell'Istituto di psicologia dell'università di Padova (ora Dipartimento di Psicologia Generale) e per due mandati preside della Facoltà di Magistero.
Insegnò inoltre discipline psicologiche presso le università di Siena, Trieste, Trento e Udine, ateneo di cui fu anche professore emerito, nonché direttore del laboratorio di psicologia generale.
È scopritore di due importanti fenomeni nel campo della percezione uditiva. Nel 1960 indagò con Paolo Bozzi il fenomeno dello "streaming uditivo".
Le attività di ricerca compiute da Vicario vertevano principalmente su psicofisica, percezione visiva, percezione uditiva, tempo psicologico e teorie generali.
Fu socio corrispondente dell'Istituto Veneto di Scienze, Lettere ed Arti, membro della International Society for Psychophysics e della International Society for the Study of Time. La International Society for Gestalt Theory and its Applications gli ha conferito nel 1999 il Premio Metzger per una ricerca sperimentale sulla percezione del movimento assieme alla psicologa giapponese Yoshie Kiritani.
Fu tra i primi autori italiani a scrivere libri di fantascienza sulla storica rivista Oltre il cielo (dal 1958). Scrisse inoltre articoli di divulgazione scientifica.

## L'unificazione fra note musicali (con Paolo Bozzi)
In Due fattori di unificazione fra note musicali, Vicario e Bozzi hanno riscontrato in campo acustico l'esistenza di leggi di unificazione paragonabili a quelle enunciate da Wertheimer per il campo visivo, ovvero la vicinanza temporale e la vicinanza tonale. Per vicinanza temporale si intende il rapporto esistente tra due stimoli acustici, separati da un lasso di tempo minore, che vengono percepiti come formanti una coppia. Per vicinanza tonale si intende il rapporto tra due note, separate da un minore intervallo tonale, che tendono a unificarsi.
Vicario e Bozzi notano che, nelle situazioni di conflitto, prevale il fattore di unione o segregazione a seconda della rapidità di successione degli stimoli. Se la velocità è sufficientemente bassa, l’unificazione avviene secondo la vicinanza temporale; se le stesse situazioni sono riprodotte con adeguata rapidità, l’unificazione si ha per vicinanza tonale.

## L’effetto tunnel a rallentatore (con Yoshie Kiritani)
In Slow-motion tunnel effect, Vicario e Kiritani descrivono un nuovo tipo di effetto tunnel percettivo: un lungo rettangolo scorre dietro uno schermo fermo, in cui la velocità di traslazione delle parti emergenti del rettangolo è molto lenta (1 cm/sec invece di 40 cm/sec). L’effetto viene scoperto grazie a un'indagine fenomenologica, per accertare le condizioni che favoriscono la percezione di un unico oggetto oppure di due distinti oggetti in evoluzione simultanea. Vicario e Kiritani hanno trattato sistematicamente alcune condizioni del fenomeno (quantità di superfici coinvolte, velocità del loro cambiamento, coassialità degli oggetti in movimento, ecc.) e indicato gli effetti di altre condizioni (direzioni e asincronie dei movimenti, disposizione delle superfici nel fotogramma iniziale e finale dell'animazione).
Questo effetto tunnel al rallentatore ha a che fare con movimenti simultanei (su entrambi i lati dello schermo fermo), quindi diventa adatto a illustrare l'organizzazione “verticale” degli eventi, ovvero l’integrazione o la segregazione di eventi simultanei. Vicario e Kiritani hanno esposto anche alcune osservazioni sulla percezione della successione e della causalità e sull'opportunità di tradurre i principi di organizzazione della Gestalt dalla percezione degli oggetti alla percezione degli eventi.
Questo studio ha consentito agli autori di vincere nel 1999 il Premio Metzger.

## Il tempo
Vicario dedica al tempo la maggior parte delle sue ricerche di psicologia sperimentale. Sintetizza e discute i risultati ottenuti nella monografia Il tempo (2005). Qui Vicario mette a confronto la concezione del tempo intesa in senso fisico, come fatto di natura, con la visione psicologica del tempo. L’autore si confronta con i fisici e con i filosofi, tuttavia segue una via diversa e indaga la nostra esperienza del tempo attraverso gli strumenti della psicologia sperimentale: l’osservazione diretta e l’analisi dei fenomeni percettivi. In particolare, Vicario nota che il tempo inteso in senso fisico non sempre coincide con il tempo psicologico, come accade per esempio nel caso del movimento stroboscopico: si accendono prima una luce a sinistra, poi un’altra luce a destra; se tra gli stimoli intercorre un certo intervallo di tempo (denominato ISI, interstimulus interval), pari a circa 50 ms, si vede la luce di sinistra “transitare” a destra. In questo modo, ciò che viene dopo (la seconda luce) influenza ciò che è venuto prima (la prima luce), al contrario di quanto teorizza la fisica.
Emerge così una “grammatica del divenire” basata sui concetti di continuità, irreversibilità, istantaneità, successione, localizzazione, durata, relazione spazio/tempo/velocità, time gap, déjà-vu.

## Opere principali

### Pubblicazioni scientifiche
- (con Paolo Bozzi) Due fattori di unificazione fra note musicali: la vicinanza temporale e la vicinanza tonale, in: Rivista di psicologia. LIV (IV).
- On Wertheimer's principles of organization (PDF) (archiviato dall'url originale il 22 aprile 2018), in Gestalt Theory., 1998, 20, S. 256–269.
- (con Yoshie Kiritani)  Slow-motion tunnel effect: an inquiry into vertical organization of perceptual events (PDF) (archiviato dall'url originale il 7 febbraio 2012), in: Gestalt Theory., 1999, 21, S. 100–121.
- Psicologia generale: i fondamenti, Roma, GLF editori Laterza, 2001, ISBN 88-420-6231-6.
- Il tempo : saggio di psicologia sperimentale, Bologna, Il Mulino, 2005, ISBN 88-15-10290-6.
- Illusioni ottico-geometriche. Una rassegna dei problemi, Istituto veneto di scienze, lettere ed arti, 2011, ISBN 978-88-95996-33-2.

### Narrativa
- La stirpe di Odisseo, Thule. Collana di Letteratura Fantastica 14, Marino Solfanelli Editore, 1987, ISBN 887497244X (raccolta di racconti)

Per l’elenco completo si rimanda al sito dell'Archivio Vicario dell'Università di Udine.